# 부여문사
부여문사(扶餘文思, ? - ?) 백제의 왕족이다. 백제 마지막 왕인 의자왕(義慈王)의 손자이며, 태자 부여효의 아들이다.

## 생애
660년 나당연합군이 사비성을 공격하자 의자왕은 부여효와 함께 사비성을 빠져나와 웅진성으로 도망갔다. 그러자 둘째 아들 부여태가 스스로 왕이 되어 무리를 거느리고 사비성을 지켰다. 이때 부여문사는 부여융에게 말하기를, “왕과 태자가 위기를 맞아 북쪽으로 도주한 사이에 숙부가 스스로 왕이 되니 만일 당군이 포위를 풀고 물러가게 되면 우리들은 어떻게 목숨을 부지하리오.”라고 하고는 좌우를 거느리고 줄에 매달려 성 밖으로 나가니 그를 따르는 백성이 많았다. 태는 이를 말릴 수가 없었다고 한다. 

## 가계
- 아버지:부여효